# 高橋康
高橋 康（たかはし やすし、1924年12月12日 - 2013年2月12日）は、日本の物理学者（理論物理学）。専門は量子力学。アルバータ大学（カナダ）名誉教授。名古屋大学で物理学を学び、坂田学派と呼ばれる坂田昌一博士の弟子の一人である。

## 略歴
高橋百千の長男。1951年（昭和26年）、名古屋大学理学部卒業。1954年（昭和29年）、フルブライト留学で渡米。ロチェスター大学へ進む。その後、アイルランド高等科学研究所を経て、1968年（昭和43年）にアルバータ大学教授に就任。
場の量子論において対称性の原理を表現する最も基本的な関係式といわれる「Ward-高橋の恒等式」を導き出したことで知られる（この業績により、2003年日本物理学会・素粒子メダルを受賞）。
2013年2月12日、居住地のカナダにて死去。

## 著書
- 1974年 物性研究者のための場の量子論 1 (1) (新物理学シリーズ 16)
- 1976年 物性研究者のための場の量子論 2 (2) (新物理学シリーズ 17)
- 1978年 量子力学を学ぶための解析力学入門
- 1979年 古典場から量子場への道―これから ’場' を学ぶ人のために
- 1982年 量子場を学ぶための場の解析力学入門
- 1983年 初等相対性理論―ジュニアからシニアまで
- 1984年 統計力学入門―愚問からのアプローチ
- 1988年 公式集 量子力学とその周辺
- 1990年 公式集 場の理論とその周辺
- 1992年 物理数学ノート
- 1992年 解析力学と変分原理
- 1993年 物理数学ノート〈2〉
- 1994年 電磁気学再入門―QEDへの準備
- 1997年 重力とスカラー場 (物理のたねあかし)
- 1997年 情報の物理学 (物理のたねあかし)
- 1997年 添削形式による場の量子論
- 1997年 多量子問題から場の量子論へ (物理のたねあかし)
- 1998年 場の理論計算入門 (物理のたねあかし (5))
- 2000年 量子力学を学ぶための解析力学入門
- 2005年 量子場を学ぶための場の解析力学入門
- 2006年 古典場から量子場への道
- 2006年 脱線好きな人のための理論物理のはなし